# Andreas Knez
Andreas Knez (* 22. August 1962 in München) ist ein deutscher Internist und Kardiologe, Hochschullehrer an der Ludwig-Maximilians-Universität München und Autor.

## Leben und Wirken
Andreas Knez studierte Humanmedizin in München und legte 1992 die ärztliche Prüfung ab. 1995 wurde er promoviert und nahm seine ärztliche und wissenschaftliche Tätigkeit an der Medizinischen Klinik und Poliklinik I der Ludwig-Maximilians-Universität (LMU) auf. Die Anerkennung als Facharzt für Innere Medizin erfolgte 2000, die Teilgebietsbezeichnung Kardiologie 2001, die Anerkennung Spezielle Internistische Intensivmedizin 2006 und die Anerkennung Notfallmedizin 2009.
Er habilitierte sich 2005 für das Gebiet Innere Medizin, erlangte die Lehrbefugnis und wurde zum Privatdozenten ernannt. 2005 erfolgte die Ernennung zum Oberarzt, die er bis zu seinem Ausscheiden aus der LMU München innehatte. Neben seiner ärztlichen Tätigkeit am Klinikum Großhadern leitete er die Forschungsgruppe „Nicht invasive kardiale Bildgebung“ und war als Oberarzt in der interdisziplinären Arbeitsgruppe „Erwachsene mit angeborenen Herzfehlern“ in Kooperation mit der Klinik für Kinderkardiologie und pädiatrische Intensivmedizin tätig. 2013 wurde er zum außerplanmäßigen Professor der LMU München ernannt. 
Im Jahr 2007 wechselte er als leitender Oberarzt an die Medizinische Klinik des Krankenhauses Weilheim und wurde 2009 zum Chefarzt und 2013 zum Ärztlichen Direktor dieser Klinik berufen.  
Er ist weiterhin als Lehrbeauftragter für Innere Medizin an der LMU München und als Gastdozent an der Fakultät für Chemie und Pharmazie tätig.

## Publikationen
Andreas Knez publizierte mehr als 100 wissenschaftliche Originalarbeiten, insbesondere zur kardialen Bildgebung, und ist Mitautor von Fachbüchern:
- Hanns-Wolf Baenkler, Hartmut Goldschmidt, Johannes-Martin Hahn, Martin Hinterseer, Andreas Knez: Kurzlehrbuch Innere Medizin, Thieme Verlag (2015)[3]
- Bernd M. Ohnesorge, Thomas G. Flohr, Christoph R. Becker, Andreas Knez, Maximilian F. Reiser: Multi-slice and Dual-source CT in Cardiac Imaging, Springer Verlag (2007)[4]

## Mitgliedschaften
- Deutsche Gesellschaft für Kardiologie Herz und Kreislaufforschung
- Deutsche Gesellschaft für Innere Medizin
- European Society of Cardiology (ESC)